# كو أون

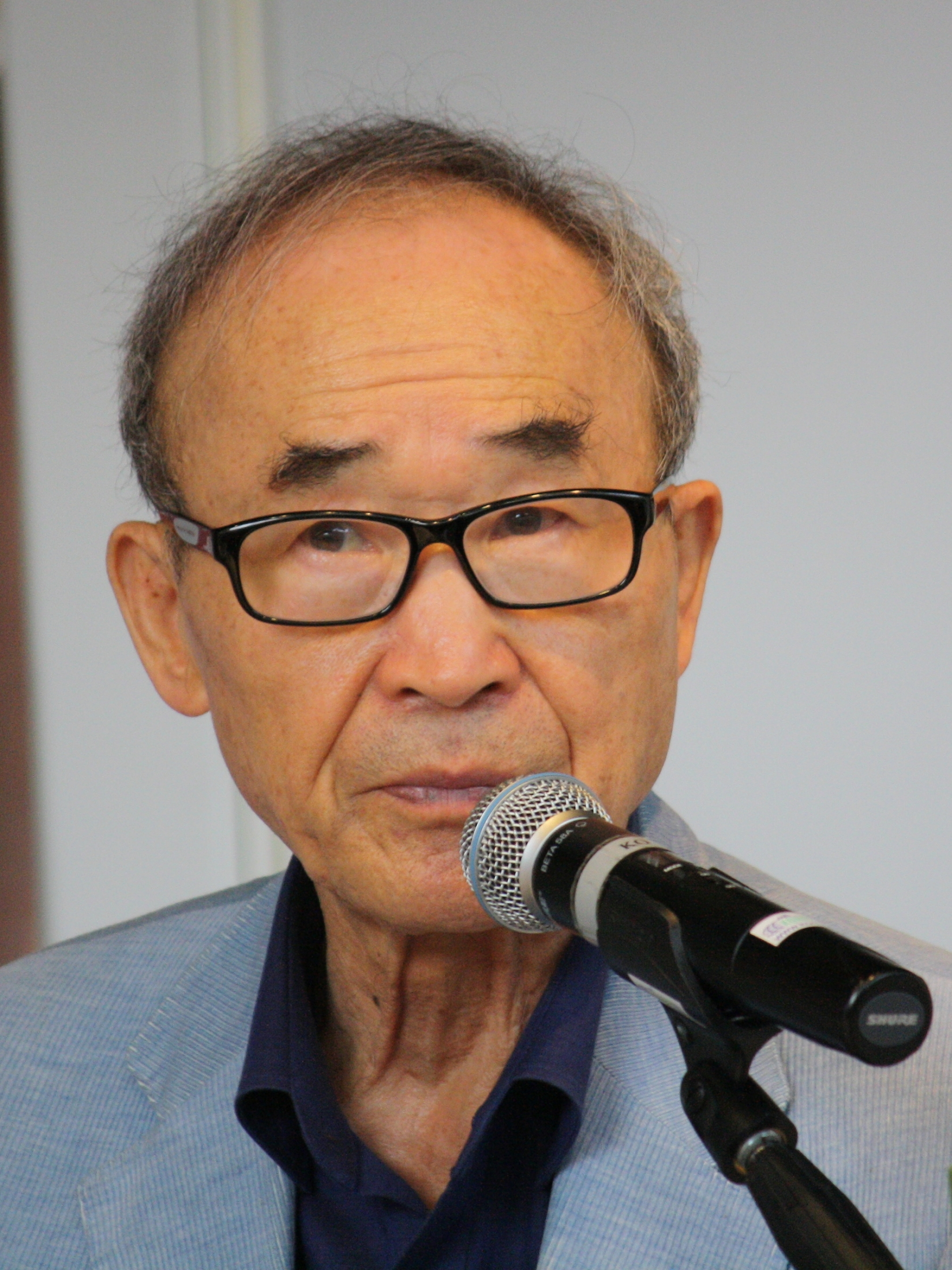
كو أون في معرض الكتاب الدولي السابع عشر «عالم الكتاب» في براغ في سنة 2011.

كو أون ((الكورية: 고은)) (مواليد 1 أغسطس 1933، غونسان، كوريا)،
شاعر وكاتب من كوريا الجنوبية، يعتبر من أكثر الشعراء الكوريين خصوبة في القرن العشرين، ترجمت أعماله إلى أكثر من 15 لغة.
تعرض للسجن مراراً بسبب نشاطه السياسي في الدفاع عن الديمقراطية في كوريا. ويعتبر في كوريا من أجدر الأدباء الكوريين بجائزة نوبل في الأدب.